# Episodi de Il tocco di un angelo (prima stagione)
La prima stagione della serie televisiva Il tocco di un angelo, composta da 11 episodi, è stata trasmessa negli Stati Uniti sul canale CBS dal 21 settembre 1994 al 4 marzo 1995.
In Italia è stata trasmessa su Rai 1 dal 4 maggio 1998.

Immagine dalla sigla della prima stagione

| nº | Titolo originale               | Titolo italiano               | Prima TV USA      | Prima TV Italia |
| -- | ------------------------------ | ----------------------------- | ----------------- | --------------- |
| 1  | The Southbound Bus             | Il volo verso nord            | 21 settembre 1994 | 4 maggio 1998   |
| 2  | Show Me the Way Home           | La grande occasione           | 28 settembre 1994 |                 |
| 3  | Tough Love                     | Un amore difficile            | 12 ottobre 1994   |                 |
| 4  | Fallen Angela                  | La guerra di Angela           | 19 ottobre 1994   |                 |
| 5  | Cassie's Choice                | Una musica dolcissima         | 26 ottobre 1994   |                 |
| 6  | The Heart of the Matter        | Il sole dietro la caffettiera | 2 novembre 1994   |                 |
| 7  | An Unexpected Snow             | Il giorno del Ringraziamento  | 7 dicembre 1994   |                 |
| 8  | Manny                          | Il club degli amici fidati    | 14 dicembre 1994  |                 |
| 9  | Fear Not!                      | Non temete                    | 25 dicembre 1994  |                 |
| 10 | There But for the Grace of God | Peccato d'orgoglio            | 25 febbraio 1995  |                 |
| 11 | The Hero                       | Un vero eroe                  | 4 marzo 1995      |                 |

## In volo verso nord
- Titolo originale: The Southbound Bus
- Diretto da: Jerry J. Jameson
- Scritto da: Martha Williamson

### Trama
Alla fermata dell'autobus in mezzo al deserto, Tess annuncia all'angelo Monica, che è giunto il momento del suo primo incarico. Monica dovrà occuparsi di un ragazzo, David Morrow, convinto che sua sorella e sua madre siano morte in un incidente d'auto. L'Angelo della Morte però rivela a Monica che solo la sorella di David è morta, mentre la madre era fuggita di casa, ma è ancora viva. Monica ritrova la madre di David che fa la cameriera, e dopo che l'angelo mostra la sua vera identità, la donna decide di ritornare a casa. La madre di David, in cambio dell'aiuto degli angeli, regala a Tess e Monica una Cadillac.

## La grande occasione
- Titolo originale: Show Me the Way Home
- Diretto da: Tim Bond
- Scritto da: Chris Ruppenthal

### Trama
Monica deve occuparsi di un uomo, Earl Rowley, che ha un pessimo carattere, perché durante la guerra in Vietnam non ha potuto giocare un'importante partita di baseball.
Earl ora è un coach di baseball e pretende da tutti i giocatori il massimo da loro stessi, soprattutto da un giovane ragazzo, Peter Enloe.
Peter si sente sotto pressione dal suo coach e così scoppia una lite tra i due, provocando un collasso a Earl.
L'angelo della Morte, Adam, spiega a Monica che è l'ora di Earl, ma il giovane angelo prega per far in modo che l'allenatore possa vivere per altri pochi istanti. In questo modo Earl appare davanti a Peter durante la partita, e lo incoraggia.

## Un amore difficile
- Titolo originale: Tough Love
- Diretto da: Tim Van Patten
- Scritto da: Del Shores

### Trama
Monica ha un nuovo incarico, Elizabeth Jessup, che ha molti problemi con l'alcool.
Sua figlia, Sydney se ne accorge e così prova a convincerla ad andare in un centro di riabilitazione, ma la giovane giornalista rifiuta.
Elizabeth, sempre a causa dell'alcool, con una sigaretta incendia la casa, ma non se ne rende conto a causa del suo stato.
Monica attraversa le fiamme e aiuta la nipote di Elizabeth rimasta nell'incendio.
Sydney è irritata dal comportamento immaturo della madre, e in quel momento Monica mostra la sua vera identità e convince Elizabeth a frequentare il centro riabilitativo.

## La guerra di Angela
- Titolo originale: Fallen Angela
- Diretto da: Bruce Kessler
- Scritto da: Martha Williamson e Marilyn Osborn

### Trama
Monica ha il compito di aiutare Angela Evans, una donna con un grande segreto passato. Il marito di Angela, Carter, parte per il Senato degli Stati Uniti, e intanto lei viene ricattata da un uomo, Marshall, che ha in possesso delle foto compromettenti della giovane ragazza.
Angela, piuttosto che rivelare al marito Carter la verità sul suo passato, decide di suicidarsi e affogandosi nel lago, ma in quel momento arriva Monica che la convince a restare in vita.
Angela tiene una conferenza stampa in cui rivela il suo passato, in modo da non avere nuovi ricatti.

## Una musica dolcissima
- Titolo originale: Cassie's Choice
- Diretto da: Burt Brinkerhoff
- Scritto da: Dawn Prestwich e Nicole Yorkin

### Trama
Cassie Peters è una teenager rimasta incinta, che decide di dare sua figlia in adozione. Monica, intanto si finge una dottoressa e rimane stupita quando Cassie cambia idea e decide di tenere sua figlia. Cassie scappa via con la sua bambina, intanto Monica scopre dall'Angelo della Morte, che la figlia della teenager è molto malata.
Monica convince Cassie a riportare la bambina in ospedale.
La teenager si rende conto che non è pronta per diventare madre e così affida la bambina a due bravi genitori.

## Il sole dietro la caffettiera
- Titolo originale: The Heart of the Matter
- Diretto da: Max Tash
- Scritto da: Chris Ruppenthal

### Trama
Monica aiuta un giovane avvocato, Charles Hibbert, che per sbaglio affida tutta la sua eredità a una ragazza, Robin.
A questo punto Charles, avendo anche problemi di cuori, ascolta Monica, e apre il suo cuore, inoltre si innamora anche della giovane Robin.

## Il giorno del Ringraziamento
- Titolo originale: An Unexpected Snow
- Diretto da: Timothy Bond
- Scritto da: Martha Williamson

### Trama
Monica e Tess aiutano due donne, Megan e Susanna, che hanno un incidente in mezzo al deserto. Le due donne scoprono di avere una relazione con lo stesso uomo, e così gli angeli per chiarire le cose decidono di passare insieme il giorno del Ringraziamento.
E durante la cena Monica convince Megan a trovare un altro uomo e Tess spiega a Jack di essere sempre fedele a sua moglie Susanna.

## Il club degli amici fidati
- Titolo originale: Manny
- Diretto da: Tim Van Patten
- Scritto da: Dawn Prestwich e Nicole Yorkin

### Trama
Harrison Archibald è un uomo che decide, insieme alla moglie Barbara e a sua madre Amelia, d'inaugurare un nuovo ospedale. Ma durante i preparativi si presenta alla loro casa un bambino chiamato Manny, che dice di essere stato mandato dall'associazioni delle adozioni, visto che Barbara non può avere figli. Barbara accoglie Manny a braccia aperte, ma Monica scopre che il bambino in verità si chiama Luis ed era in cura in un ospedale. Quando Manny rivela la verità, Harrison diventa furioso e lo caccia via.
A questo punto Amelia, la madre di Harrison, rivela al figlio che il suo vero padre era un giardiniere argentino, conosciuto quando Amelia era in crisi con il suo vero marito.
Monica rivela la sua identità e spiega a Harrison che Dio lo ama, così il giovane uomo va in clinica e insieme alla moglie Barbara decide di adottare Luis.

## Non temete
- Titolo originale: Fear Not!
- Diretto da: Tim Van Patten
- Scritto da: Ken LaZebnik

### Trama
È quasi Natale e in un piccolo paese, una ragazzina chiamata Serena, vuole disperatamente essere l'angelo nella recita che ci sarà nella chiesa.
Intanto Joey, un ragazzino che ha paura del buio, è costretto a sopportare il fatto che la sua amica Serena sta per morire. Il fratello maggiore di Joey, Wayne, è costretto ad assistere suo fratello ogni momento, e così dà la colpa a Dio per tutto questo.
Monica si rivela a lui e successivamente Serena muore.
Joey viene guidato da una luce verso la chiesa, e una volta li, Monica si innalza con i suoi poteri e mostra la sua vera identità a tutti, dicendo "Fear Not" (Non abbiate paura).

## Peccato d'orgoglio
- Titolo originale: There But for the Grace of God
- Diretto da: Bruce Bilson
- Scritto da: Martha Williamson; sceneggiatura di: Martha Williamson e R.J. Colleary

## Un vero eroe
- Titolo originale: The Hero
- Diretto da: Max Tash
- Scritto da: Marilyn Osborn

### Trama
James Mackey, tre anni prima, era stato protagonista di un ostaggio e così si ritiene l'eroe della città. Monica, intanto, si finge una giornalista in cerca della storia dell'eroe.
James ha anche un figlio, Matthew, che si sente tormentato dal padre, e quando non riesce a superare un esame al College decide di suicidarsi. Matthew finisce in coma e Monica, con alcuni dei suoi poteri riesce a comunicare al ragazzo, dicendogli di restare in vita.
Infine Monica aiuta anche James a risolvere il suo tormento interiore: non era lui l'eroe della situazione, ma un suo amico chiamato Nick.